# Richard Nonas
Richard Nonas (New York, 3 januari 1936 – aldaar, 11 mei 2021) was een Amerikaanse beeldhouwer en installatiekunstenaar.

## Leven en werk
Nonas studeerde aan de universiteiten van Michigan, Columbia en North Carolina; eerst letterkunde en daarna culturele antropologie. Hij was gedurende tien jaar werkzaam als antropoloog in onder andere Mexico, Canada en Arizona en hij doceerde aan de Universiteit van North Carolina en het Queens College. Eind zestiger jaren schakelde hij over naar de beeldhouwkunst. Zijn eerste expositie vond in 1971 plaats aan de University of Rochester in Rochester met het werk Rochester Surround. Zijn favoriete materiaal als steenbeeldhouwer was Zweeds graniet. In 1974 ontving hij een Guggenheim Fellowship van de Solomon R. Guggenheim Foundation en hij verbleef met een Franse staatsbeurs in het voormalige atelier van Alexander Calder in Saché.
Nonas woonde, werkte en stierf in New York. Hij exposeerde in Europa, Noord-Amerika, Mexico en Japan. Hij nam deel aan documenta 6 van 1977 in Kassel en vertegenwoordigde de Verenigde Staten tijdens de Biënnale van Venetië in 2001 en 2009. Naast sculpturen creëert Nonas installaties, conceptuele kunst en werkt hij mee aan land art-projecten.

## Enkele werken
- Transi West (for 36 Albanians...), beeldenpark van het Musée de Grenoble in Grenoble
- 17 sculpturen in het metrostation Skarpnäck in Stockholm (1994)
- Borås Surround (1995) - 12-delig, in Borås
- Hip and Spine (1997)[3], Josephine Ford Sculpture Garden in Detroit (Michigan)
- 55 m long-line of double boulders (1997), Umedalens skulpturpark in Umeå
- Stoneline (1999)[4], Mondsee Land Art[5] in Mondsee
- River Run/Snake in the Sun (2001), Fundación NMAC in Vejer de la Frontera
- La Seduzione nel segno (2009)[6], Biënnale van Venetië 2009

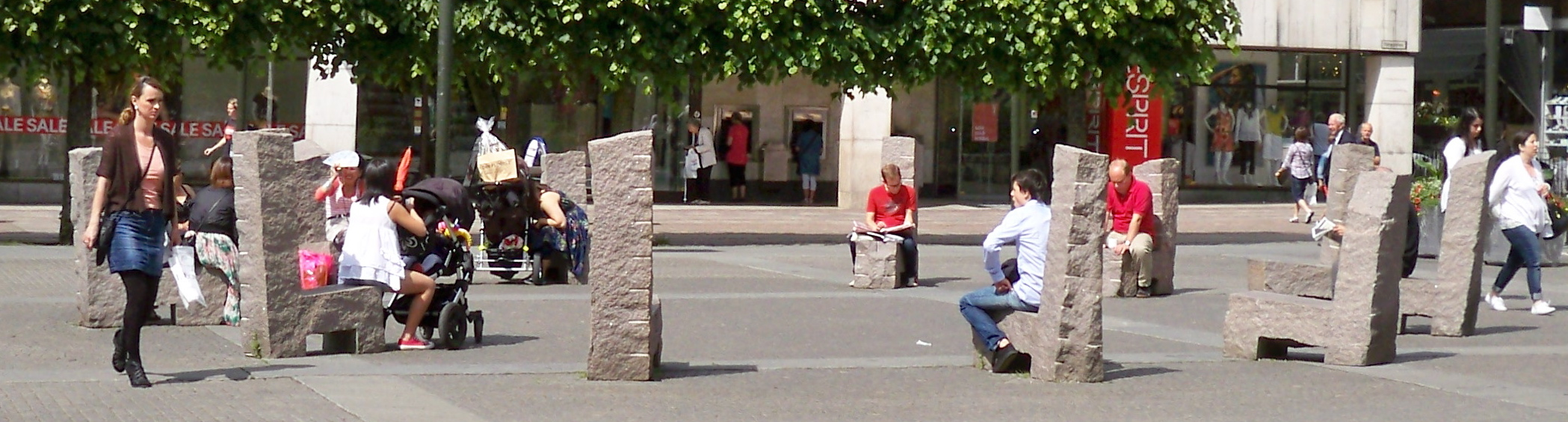
Borås Surround, Borås

## Fotogalerij

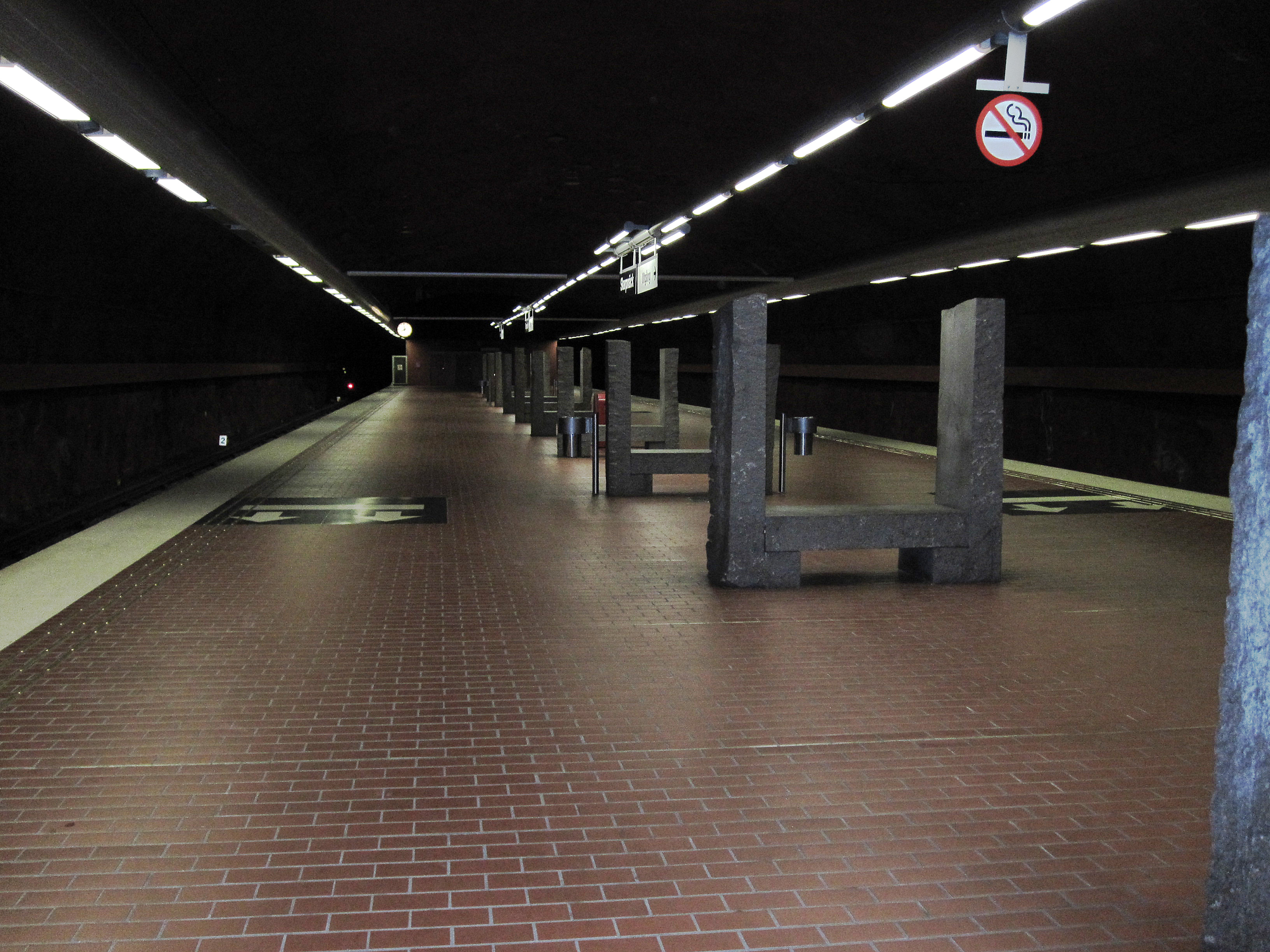
Metrostation Skarpnäck, Stockholm
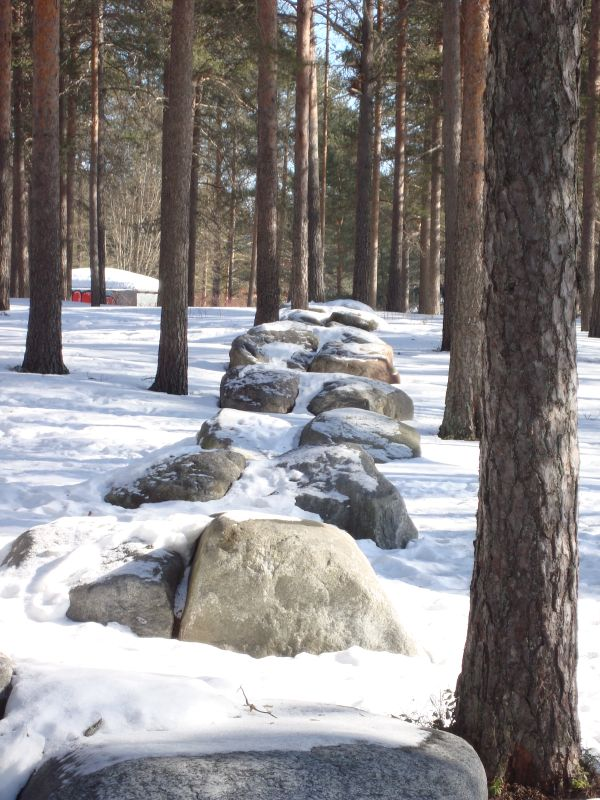
Umedalen skulpturpark, Umeå